# Honoré 5. af Monaco
Honoré V, fyrste af Monaco (13. eller 14. maj 1778 i Paris – 2. oktober 1841 i Paris) var den syvende fyrste af Monaco og hertug af Valentinois. Hans fulde navn var Honoré Gabriel Grimaldi, og han blev født som den første søn af Honoré 4. af Monaco and Louise Felicite Victoire d'Aumonte. Han døde ugift og uden arving. Hans yngre bror Fyrst Florestan 1., efterfulgte ham.